# Elecciones senatoriales de Uruguay de 1914
El 29 de noviembre de 1914 se realizaron elecciones a colegios electorales de senadores en los departamentos uruguayos de Canelones, Artigas, Salto, Soriano, Florida y Durazno.

## Sistema electoral
Cada departamento contaba con 1 senador, por lo cual en total la cámara estaba compuesta por 19 miembros, todos ellos electos por un colegio electoral departamental. El mandato de los senadores duraba 6 años.
La elección de los senadores se realizaba por tercios cada bienio y su reelección inmediata por el mismo departamento estaba prohibida.
Cada colegio electoral contaba con 15 miembros; todos ellos ciudadanos del departamento por el que fueron elegidos.estos, además de elegir al senador, también elegían a su suplente por la jurisdicción respectiva. La elección de tanto el senador como del suplente se realizaba mediante un sistema indirecto en una reunión secreta.

## Resultados

### Totales
| Partido            | Votos  | %      | Senadores obtenidos | Senadores totales | +/- |
| ------------------ | ------ | ------ | ------------------- | ----------------- | --- |
| Partido Colorado   | 10,437 | 76.21  | 5                   | 16                | -1  |
| Partido Nacional   | 3,211  | 23.45  | 1                   | 3                 | +1  |
| Partido Socialista | 47     | 0.34   | 0                   | 0                 | 0   |
| Total              | 13,695 | 100.00 | 6                   | 19                | 0   |
| Fuente:            |        |        |                     |                   |     |

### Por departamento

#### Canelones[6]
| Partido          | Votos | %      | Senadores obtenidos | +/- |
| ---------------- | ----- | ------ | ------------------- | --- |
| Partido Colorado | 3,919 | 100.00 | 1                   | 0   |
| Total            | 3,919 | 100.00 | 1                   | 0   |
| Fuente:          |       |        |                     |     |

#### Artigas[6][7]
| Partido          | Votos | %      | Senadores obtenidos | +/- |
| ---------------- | ----- | ------ | ------------------- | --- |
| Partido Colorado | 376   | 100.00 | 1                   | 0   |
| Total            | 376   | 100.00 | 1                   | 0   |
| Fuente:          |       |        |                     |     |

#### Salto[6][8]
| Partido          | Votos | %      | Senadores obtenidos | +/- |
| ---------------- | ----- | ------ | ------------------- | --- |
| Partido Colorado | 1,378 | 100.00 | 1                   | 0   |
| Total            | 1,378 | 100.00 | 1                   | 0   |
| Fuente:          |       |        |                     |     |

#### Soriano
| Partido            | Votos | %      | Senadores obtenidos | +/- |
| ------------------ | ----- | ------ | ------------------- | --- |
| Partido Colorado   | 1,462 | 96.88  | 1                   | 0   |
| Partido Socialista | 47    | 3.12   | 0                   | 0   |
| Total              | 1,509 | 100.00 | 1                   | 0   |
| Fuente:            |       |        |                     |     |

#### Florida
| Partido          | Votos | %      | Senadores obtenidos | +/- |
| ---------------- | ----- | ------ | ------------------- | --- |
| Partido Nacional | 2,071 | 50.46  | 1                   | +1  |
| Partido Colorado | 2,034 | 49.54  | 0                   | -1  |
| Total            | 4,105 | 100.00 | 1                   | 0   |
| Fuente:          |       |        |                     |     |

#### Durazno
| Partido          | Votos | %      | Senadores obtenidos | +/- |
| ---------------- | ----- | ------ | ------------------- | --- |
| Partido Colorado | 1,268 | 52.65  | 1                   | 0   |
| Partido Nacional | 1,140 | 47.35  | 0                   | 0   |
| Total            | 4,105 | 100.00 | 1                   | 0   |
| Fuente:          |       |        |                     |     |